# Antéhypophyse

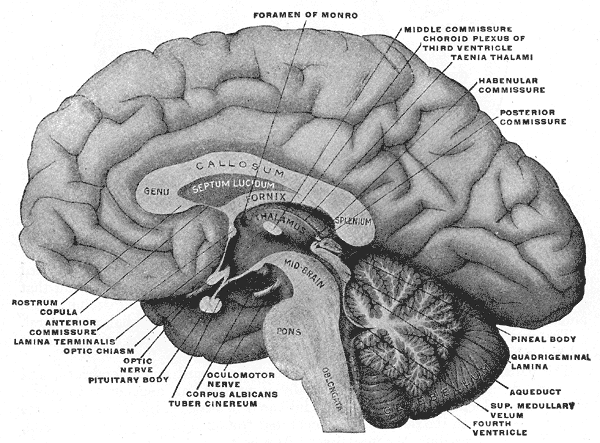
Coupe sagittale du cerveau.

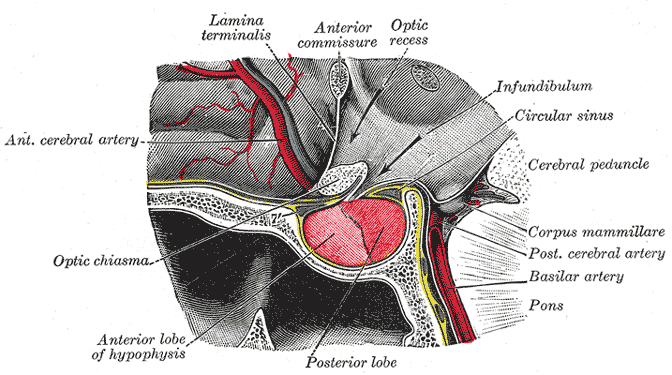
Hypophyse.

L'antéhypophyse (ou adénohypophyse ou hypophyse antérieure) est le lobe antérieur de l'hypophyse et fait partie de l'appareil endocrinien.
Sous l'influence de l'hypothalamus, l'antéhypophyse produit et sécrète diverses hormones peptidiques qui régulent divers processus physiologiques, tels le stress, la croissance et la reproduction.
Elle sécrète l'hormone de croissance (GH), la prolactine (PRL), l'hormone folliculo-stimulante (FSH) et l'hormone lutéinisante (LH), la thyréostimuline (TSH), l'hormone adrénocorticotrope (ACTH), la mélano-stimuline (MSH), des endorphines, et d'autres hormones (beta-lipotropine notamment). Hormis l'hormone de croissance et la prolactine, ce sont des stimulines, dont le rôle est d'activer les sécrétions hormonales des glandes endocrines périphériques.
En cas de défaut de production on parle d'hypopituitarisme (insuffisance antéhypophysaire). Il peut s'agir d'un déficit global ou localisé (insuffisance thyréotrope par exemple).
Lorsque le déficit concerne toutes les hormones produites par l'hypophyse on parle alors de panhypopituitarisme (retrouvé par exemple lors d'une hypophysectomie totale).

## Anatomie et développement
L'antéhypophyse est une glande qui représente moins de 1 % de la masse de l'encéphale, elle a le même volume qu'une petite bille et est située dans l'axe central du cerveau. Elle se situe en avant de la neurohypophyse (ou posthypophyse ou hypophyse postérieure) et dans le prolongement de l'hypothalamus.
Elle est par ailleurs irriguée par l'artère hypophysaire, et secrète ses hormones dans la veine hypophysaire.
L'origine de l’antéhypophyse est une invagination de l'ectoderme stomodéal (poche de Rathke).

## Histologie et physiologie
Cinq types cellulaires se distinguent selon l'hormone qu'elles produisent, et d'un point de vue histologique par leurs caractères tinctoriaux (basophile, acidophile) et leurs granulations (plus ou moins épaisses).
- Cellules basophiles :
  - les cellules thyrotropes sécrètent la TSH ;
  - les cellules gonadotropes sécrètent la LH et la FSH ;
  - les cellules corticotropes sécrètent l'ACTH.
- Cellules acidophiles :
  - les cellules lactotropes sécrètent la prolactine ;
  - les cellules somatotropes sécrètent l'hormone de croissance (Growth Hormone, GH).

La microscopie électronique et l'immunohistochimie permettent une identification plus détaillée du type cellulaire (et de l'hormone sécrétée).

## Principales hormones sécrétées
| Hormone                            | Cible                     | Effet                                                                |
| hormone adrénocorticotrope (ACTH)  | Surrénale                 | Sécrétion de glucocorticoïdes                                        |
| hormone folliculo-stimulante (FSH) | Gonades                   | Développement du système reproducteur                                |
| hormone de croissance (GH)         | Foie, adipocytes          | Stimule la croissance ; métabolisme des lipides & hydrate de carbone |
| hormone lutéinisante (LH)          | Gonades                   | Production d'hormone sexuelles                                       |
| prolactine (PRL)                   | Ovaires, glande mammaires | Sécrétion d'œstrogènes/progestérone ; production de lait             |
| thyréostimuline (TSH)              | Glande thyroïde           | Sécrétion d'hormone thyroïdiennes                                    |